# Попіначенко Іполіт Кіндратович
Іполіт Кіндратович Попіначенко (1899 — ?) — український радянський діяч, голова Дрогобицького міськвиконкому в 1939—1941 роках.

## Життєпис
Член ВКП(б) з 1919 року.
Перебував на відповідальній профспілковій роботі.
На 1929—1930 роки — голова Харківського окружного відділу (окружної філії) професійної спілки хіміків.
У жовтні 1939 — червні 1941 року — голова виконавчого комітету Дрогобицької міської ради депутатів трудящих І скликання.

## Нагороди
- медалі